# Instituto Universitario de Investigación de Estudios de las Mujeres y de Género
L'Instituto Universitario de Investigación de Estudios de las Mujeres y de Género és un centre de la Universitat de Granada. La investigació que desenvolupa és de caràcter multidisciplinari, especialitzada en Estudis de les Dones, Feministes i de Gènere, amb l'objectiu de contribuir al seu desenvolupament, promoció i divulgació.
Algunes accionis/actuacions rellevants:
- Anys 1980: constitueixen el primer grup d'investigació d'Estudis de les Dones en la primera convocatòria del Pla Andalús de Recerca (1988) i van crear un dels primers projectes editorials universitaris d'Estudis de les Dones: la col·lecció FEMINAE (1989)
- Anys 1990: engeguen el primer Doctorat d'Estudis de les Dones de les universitats de l'Estat (1990) i el primer programa Erasmus d'intercanvi d'alumnat d'aquests estudis (primer amb les Universitats de Tolosa de Llenguadoc, Bradford i Hèlsinki) (1991), editen la primera i única revista en l'àmbit nacional d'Història de les Dones Revista Arenal (1994) i coordinen el primer programa MED-CAMPUS d'Estudis de les Dones amb universitats Europees i del nord d'Àfrica (Rabat, Tunísia, Alger)
- Anys 2000: primera edició de l'Experta en Gènere i Igualtat d'Oportunitats, que s'ha desenvolupat fins al curs 2005/2006 (2000). Va promoure i va coordinar el primer Doctorat Interuniversitari Andalús d'Estudis de les Dones i de Gènere, amb les Universitats de Huelva, Jaén, Almeria, Màlaga, Sevilla i Granada (2001). Els projectes amb Universitats hispanoamericanes iniciats en el curs 1995-96 amb el Programa Alfa han tingut continuïtat a partir de diversos projectes amb l'AECI per a l'intercanvi amb Argentina i en 2007 es va iniciar un Consorci per a l'intercanvi amb Universitats de Florida (EUA), Colòmbia, Sud-àfrica, Fes i Índia. Coordina el primer màster europeu interuniversitari Erasmus Mundus, GEMMA – Màster Erasmus Mundus en Estudis les Dones i de Gènere (Joint European Master’s Degree in Women's and Gender Studies) (2007).
- A partir de 2010 s'han dut a terme una diversitat d'activitats científiques i de difusió amb motiu del XXV Aniversari de creació de l'Institut. El catàleg de l'Aniversari deixa constància de la diversitat d'activitats acomplertes en aquest quart de segle.[1] S'ha creat un cicle de conferències sota el títol de Converses Feministes Compartides. Des de 2015 oferta el nou Programa Oficial de Doctorat Estudis de les Dones i Discursos i pràctiques de Gènere.

## Seu
Centre de Documentació Científica. C/ Rector López Argüeta, s/n. 18071 - Granada